# Taichi Hara
Taichi Hara (原 大智 Hara Taichi?), född 5 maj 1999 i Tokyo, är en japansk fotbollsspelare.
I maj 2019 blev han uttagen i Japans trupp till U20-världsmästerskapet 2019.